# Shooter (film)
Shooter is een Amerikaanse actiefilm uit 2007. De film werd geregisseerd door Antoine Fuqua. Het verhaal is losjes gebaseerd op de roman Point of Impact van Stephen Hunter. Shooter ging 23 maart 2007 in première.

## Korte beschrijving
Bob Lee Swagger (Mark Wahlberg) is een ex-sluipschutter van het United States Marine Corps. Hij verliet het corps nadat bij een missie zijn beste vriend om het leven kwam. Hij wordt later benaderd door de FBI om hen te helpen een aanslag op de president te voorkomen door de mogelijkheden van een potentiële sluipschutter te onderzoeken. Echter, al snel blijkt dat hij erin geluisd is en hij zelf van de moordpoging wordt beschuldigd. Alle overheidsinstellingen zitten achter hem aan. Hij is dus genoodzaakt zijn militaire training te gebruiken, zodat gerechtigheid zal overwinnen.

## Verhaal
Nadat een vriend van Bob Lee Swagger (Mark Wahlberg) omkomt bij een missie in Ethiopië trekt Swagger zich terug in een berggebied in de Verenigde Staten.
Al snel blijkt dat hij niet ver genoeg achteraf woont. Hij wordt namelijk benaderd door vage regeringsfunctionarissen die een verdachte geheime opdracht voor hem hebben. Ze zijn op de hoogte van een mogelijke aanslag op de president en willen van de deskundige Swagger weten waar een sluipschutter zich zou kunnen posteren.
Dan vindt de aanslag plaats, waarbij de president niet wordt geraakt, maar de bisschop van Ethiopië wel. Swagger wordt meteen gezien als verdachte. Hij weet te vluchten en onder te duiken bij de vrouw van zijn overleden vriend. Hij heeft het halve leger achter zich aan zitten, maar hij is vastbesloten het complot bloot te leggen.
Swagger krijgt hulp van een FBI-agent (Michael Peña), die hij tijdens zijn vlucht ‘ontvoerd’ heeft. Deze FBI-agent heeft net zijn opleiding afgerond, maar heeft toch al snel in de gaten dat er een vreemd luchtje aan de aanslag zit. Samen met Swagger moet hij zich staande houden en aan de enorme anti-terreureenheden zien te ontsnappen.
Uiteindelijk blijkt dat de aanslag werd gepleegd om de bisschop van Ethiopië definitief het zwijgen op te leggen, omdat hij wilde onthullen dat een groep Amerikanen honderden Ethiopiërs had vermoord vanwege de aanleg van een pijpleiding door een dorp.

## Rolverdeling
| Acteur        | Personage                    |
| ------------- | ---------------------------- |
| Hoofdrollen   |                              |
| Mark Wahlberg | Bob Lee Swagger              |
| Michael Peña  | Nick Memphis                 |
| Danny Glover  | Colonel Isaac Johnson        |
| Kate Mara     | Sarah Fenn                   |
| Ned Beatty    | Senator Charles F. Meachum   |
| Rhona Mitra   | Alourdes Galindo             |
| Tate Donovan  | Russ Turner                  |
| Elias Koteas  | Jack Payne                   |
| Justin Louis  | Special Agent Howard Purnell |

## Trivia
- Keanu Reeves is als eerste benaderd om de rol van Bob Lee Swagger te vervullen.
- Eminem weigerde de rol van de slechterik.
- De jas die Mark Wahlberg tijdens zijn onderduiken draagt is van Philadelphia Eagles.